# Gheorghe Vodă
Gheorghe Vodă (n. 24 decembrie 1934, satul Văleni, raionul Cahul din România - d. 24 februarie 2007, Chișinău din Republica Moldova) a fost un poet, scenarist și regizor de filme moldovean.

## Biografie
Gheorghe Vodă s-a născut la data de 24 decembrie 1934, în satul Văleni din județul Ismail al Regatului român (azi, raionul Cahul). A urmat cursurile Facultății de Filologie a Institutului Pedagogic de Stat "Ion Creangă" din Chișinău (1954-1959) și apoi, cursurile superioare de regie și scenaristică la Institutul de Cinematografie din Moscova - VGIK (1964-1966).
După absolvirea facultții, a lucrat ca ziarist și poet. Primele sale volume de poezii (Zborul semințelor, 1962; Focuri de toamnă, 1965; Ploaie fierbinte, 1967; Aripi pentru Manole, 1969) se înscriu în contextul resurecționist al scriitorilor șaizeciști basarabeni, care au făcut efortul de a scoate literatura din schemele ideologizante ale vremii și de a-i imprima o accentuată conștiință estetică și națională.
Volumele următoare (Pomii dulci, 1972; Inima alergând, 1981; De dorul vieții, de dragul pământului, 1983; Valurile, 1984; La capătul vederii, 1984; Viața pe nemâncate, 1999) conțin poezii cu o tonalitate baladescă, de o nedezmințită ardoare etică și socială. În multe poezii, apare ca personaj epic "Moș Pasăre", ale cărui „pilde” socratice sunt rostite în spirit folcloric, ironic sau ludic, el ironizând pe toți acei cărora le sunt străine idealurile naționale, adevărul și limba română .
Începând din anul 1962 lucrează ca regizor și scenarist la studioul cinematografic "Moldova-film". În anii ’60-’70, el a scris scenariile și a regizat o serie de filme artistice și documentare care l-au plasat în rândul cineaștilor iluștri din Republica Moldova. Menționăm filmele Se caută un paznic (1967) și Singur în fața dragostei (1969) ș.a., precum și primele filme documentare din cinematografia Republicii Moldova. Filmele sale documentare sunt pline de lirism, cu o poetică creștin-ortodoxă. Începând din anii '70, el nu a mai participat la activitatea cinematografică din RSSM decât sporadic.
A obținut mai multe premii pentru filmele realizate și anume: "Marele Premiu pentru film documentar" la Festivalul regional de filme din Chișinău (1967) pentru filmul De-ale toamnei; "Premiul special al juriului pentru cea mai bună comedie" și "Premiul special al juriului pentru cea mai bună ecranizare" la Festivalul regional de filme de la Riga (1968, ediția VIII-a) pentru filmul Se caută un paznic.
Gheorghe Vodă a lucrat o lungă perioadă în calitate de consultant literar la Uniunea Scriitorilor din Moldova, contribuind în mod substanțial la promovarea tinerelor talente. În anul 1986, a obținut "Premiul de Stat al RSSM" pentru volumul La capătul vederii.
Începând din anul 1988, el s-a aflat în primele rânduri ale militanților pentru refacerea conștiinței civice naționale, pentru promovarea și afirmarea valorilor perene ale limbii, culturii și istoriei românilor moldoveni. A participat activ la toate manifestările anticomuniste și naționale din RSS Moldovenească.
Gheorghe Vodă a încetat din viață la data de 24 februarie 2007, în municipiul Chișinău, fiind înmormântat în Cimitirul Central din Chișinău. El a fost condus pe ultimul drum de personalități ale culturii basarabene cum sunt: Arcadie Suceveanu, vicepreședintele Uniunii Scriitorilor din Republica Moldova, fostul ministru al culturii Ion Ungureanu, scriitorii Vladimir Beșleagă, Anatol Codru, Andrei Vartic, Andrei Strâmbeanu, Mihai Poiată ș.a.

## Volume publicate
- Zborul semințelor (1962)
- Focuri de toamnă (1965)
- Ploaie fierbinte (1967)
- Aripi pentru Manole (1969)
- Pomii dulci (1972)
- Valurile(1974)
- Rămâi (1977)
- Inima alergând (1981)
- De dorul vieții, de dragul pământului (1983)
- Valurile (1984)
- La capătul vederii (1984)
- Scrieri alese (1988)
- Viața pe nemâncate (1999)
- Aripi pentru cădere (2004)

Cărți pentru copii:
- Caietul din fântână (1979)
- Leagănul (1980)
- Bunicii mei (1990)

## Filmografie

### Regizor

#### Filme de ficțiune
- Bariera (s/m, 1965)
- Se caută un paznic (1967)
- Singur în fața dragostei (1969)
- Vara ostașului Dedov (1971)

#### Filme documentare
- Amar (1965)
- Chișinău-500 (1966)
- Cu cântecul în ospeție (1966)
- De-ale toamnei (1966)
- Maria (1969)
- Chișinău, Chișinău (1971)
- Încredere  (1973)
- Vară de neuitat (1974)
- Usturici nr.3 (1989)

### Scenarist
- Familia noastră  (1962)
- Amar (1965)
- Bariera (s/m, 1965)
- Singur în fața dragostei (1969)
- Maria (1969)
- Maturitate (1973)
- Încredere  (1973)
- Vară de neuitat (1974)
- Usturici nr.12 (1975)
- Jumătate de regat pentru un cal (1983)